# Samsung Galaxy S Duos
Samsung Galaxy S Duos (GT-S7562) je smartphone od společnosti Samsung Electronics. Jako operační systém má Android.

## Varianty
China Unicom nabízí Galaxy S Duos jako GT-S7562i, což je v podstatě stejný telefon jako mezinárodní verze, a variantu nazvanou GT-S7562C, která vynechává přibližovací senzor.

## Parametry

### Sim
Telefon je vybaven funkcí duální SIM.

### Jiné parametry
- HSDPA 7,2 (900/2100 MHz)
- Čtyřpásmové pásmo (850/900/1800/1900 MHz)
- Android 4.0 Ice Cream Sandwich
- 100,8 mm (4,0 ") TFT LCD displej WVGA
- 5MP AF s bleskem + VGA
- 1 GHz – procesor Qualcomm Snapdragon S1
- Inteligentní zámek pro bezpečnost
- Sluchátka 3,5 mm – minijack
- TouchWiz pro Android
- GPS / GEO-značkování
- Paměť 4 GB
- Baterie 1500 mAh